# Lisbon & Estoril Film Festival

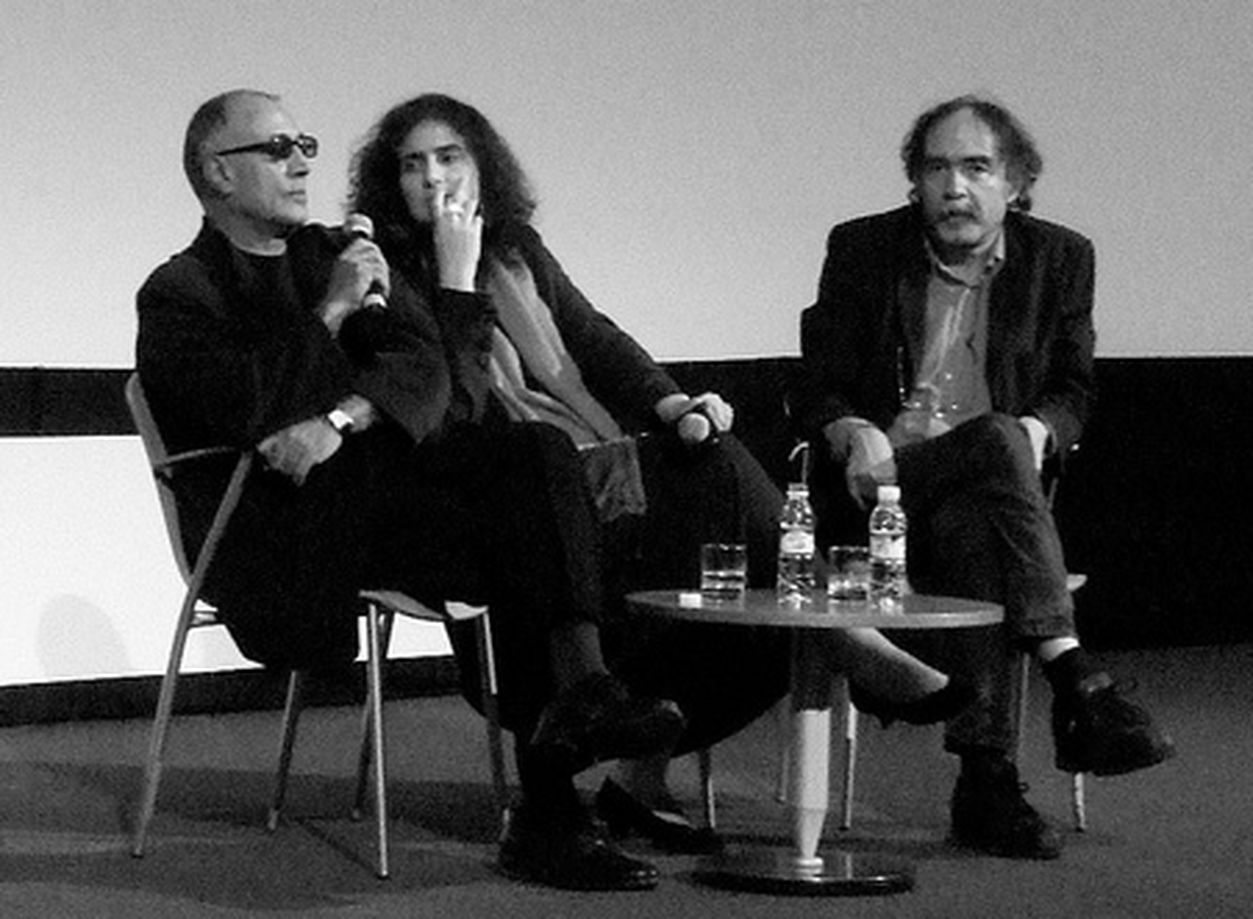
Abbas Kiarostami y Paulo Branco en el Festival de Cine de Estoril en 2010

El Festival de Cine de Lisboa y Estoril (Lisbon & Estoril Film Festival, LEFFEST), antes conocido como Festival de Cine de Estoril, es un festival internacional de cine que se celebra en noviembre en Estoril, en la Riviera portuguesa.
Creada en 2006, la sección a concurso está abierta a películas internacionales, de animación, ficción y documentales. Concede, entre otros, el Silver Seagull Award a la mejor película.
En 2011 tuvo 45.146 espectadores.

## Premios otorgados por el festival
- Premio a la mejor película
- Premio especial del jurado
- Premio TAP Revelación - Mejor Director
- Premio al mejor cortometraje
- Premio al mejor cortometraje - Mención de honor